# Mehdi Rajabzadeh
Mehdi Rajabzadeh (en persa: مهدی رجب‌زاده‎; Kazeroun, Irán, 21 de junio de 1978) es un exfutbolista y entrenador de fútbol de Irán que jugaba en la posición de delantero y que actualmente es el entrenador del Fajr Sepasi FC de la Iran Pro League.

## Carrera

### Club
| Periodo   | Club           | Apariciones | Goles |
| --------- | -------------- | ----------- | ----- |
| 1998-2003 | Fajr Sepasi FC | 17          | 3     |
| 2003–2007 | Zob Ahan FC    | 103         | 49    |
| 2007–2008 | Emirates Club  | 20          | 6     |
| 2008–2009 | Al-Dhafra      | 5           | 1     |
| 2009–2010 | Mes Kerman FC  | 36          | 10    |
| 2010–2011 | Zob Ahan FC    | 32          | 6     |
| 2011–2012 | Fajr Sepasi FC | 32          | 10    |
| 2012–2018 | Zob Ahan FC    | 161         | 38    |

### Selección nacional

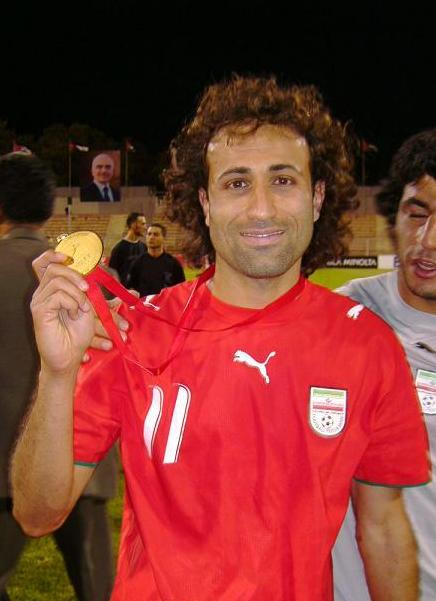
Rajbazadeh luego de ganar el WAFF Championship en 2007.

Jugó para Irán en 17 ocasiones de 2004 a 2008 y anotó cuatro goles; participó en la Copa Asiática 2007.

## Logros

### Club
Fajr Sepasi
- Copa Hazfi (2): 2000-01, 2001-02

Zob Ahan
- Iran Pro League (1): 2004–05
- Copa Hazfi (2): 2014–15, 2015–16
- Iranian Super Cup (1): 2016

### Selección nacional
- WAFF Championship (1): 2007
- LG Cup (1): 2006

### Individual
- Goleador de la Iran Pro League: 2006–07 (17 goles)
- Goleador Histórico de la Iran Pro League: 116 goles

## Estadísticas

### Goles con selección nacional
| # | Fecha     | Sede                              | Rival                  | Marcador | Resultado | Torneo    |
| - | --------- | --------------------------------- | ---------------------- | -------- | --------- | --------- |
| 1 | 4-10-2006 | Amman International Stadium, Amán | Irak                   | 1–0      | 2–0       | Amistoso  |
| 2 | 12-1-2007 | Sheikh Zayed Stadium, Abu Dhabi   | Emiratos Árabes Unidos | 1–0      | 2–0       | Amistoso  |
| 3 | 20-6-2007 | Amman International Stadium, Amán | Palestina              | 2–0      | 2–0       | WAFF 2007 |
| 4 | 22-6-2007 | Amman International Stadium, Amán | Jordania               | 1–0      | 1–0       | WAFF 2007 |